# Kemehin
Kemehin (hebr.: כמהין) – moszaw położony w samorządzie regionu Ramat ha-Negew, w Dystrykcie Południowym, w Izraelu.
Leży w środkowej części pustyni Negew, w pobliżu granicy z Egiptem.

## Historia
Moszaw został założony w 1988.

## Gospodarka
Gospodarka moszawu opiera się na intensywnym rolnictwie i uprawach w szklarniach.

## Komunikacja
Przy moszawie przebiega droga ekspresowa nr 10  (Kerem Szalom–Owda).